# Günther Wolfbauer
Günther Wolfbauer (* 1. Januar 1926 in München; † 15. Dezember 2009 ebenda) war ein deutscher Sportjournalist.
Wolfbauer war einer der ersten Sportreporter im Fernsehen. Beim Bayerischen Rundfunk gehörte er von Anfang an gemeinsam mit Sammy Drechsel und Oskar Klose zum Moderatorenteam der Berichterstattung zur Fußball-Bundesliga. Für den Hörfunk moderierte Wolfbauer unter anderem die Sendung Heute im Stadion. Seit 1958 war er für die ARD auch als Kommentator bei Fußball-Länderspielen tätig. Später moderierte er im Bayerischen Rundfunk die Sendungen Blickpunkt Sport – fünfzig Mal zwischen 1977 und 1985 – und Samstagsclub.  Außerdem drehte er zahlreiche Reportagen. 
Im damaligen Regionalsender TV Weiß-Blau moderierte er mit Gaby Hildebrandt und Bernhard Ziegler die Wies´n live aus einem Festzelt. 
Von 1978 bis 1990 war er gleichzeitig Leiter des Städtischen Presseamts. 
Die Beisetzung fand am 21. Dezember 2009 auf dem Nordfriedhof in München statt.